# TUDH BS Mobile 2
O veículo leve sobre trilhos (VLT) modelo Mobile 2 fabricado pela Bom Sinal trata-se de um Trem Unidade Diesel-Hidráulico (TUDH), construído em aço galvanizado, com sistema hidráulico fornecido pela Voith, bi-direcional composto por dois carros.
O modelo está em operação no Metrô do Cariri e em Sobral (VLT de Sobral) e em Implantação em Arapiraca (VLT de Arapiraca).
As obras do VLT de São Luís foram iniciadas em 2012 mas encontram-se paralisadas, somente foram construídos 800 metros da Linha 1 (Centro – São Cristóvão).
O projeto do VLT de Macaé foi encerrado em 2014 pela prefeitura municipal e, anos depois, sendo considerado inviável em 2021. As 2 composições serão repassadas ao Governo do Estado.